# Бргуле (Вареш)
Бргуле су насељено мјесто у Босни и Херцеговини, у општини Вареш, које административно припадају Федерацији Босне и Херцеговине. Према попису становништва из 1991. у насељу је живјело 295 становника.

## Географија
Насеље се налази на удаљености око 25 км југоисточно од Варешa, испод самих врхова планине Звијезде.

## Историја
Током Одбрамбено-отаџбинског рата Бргуле су биле под контролом Војске Републике Српске до јесени 1994. године када их заузима Армија Р. БиХ. По Дејтонском Споразуму припали су Федерацији БиХ.

## Школа
Бргуле су до рата 1990-их имале једну основну школу.

## Црква
У мјесту је православни храм посвећен Светом великомученику Пантелејмону, новоподигнут и освећен августа 2018. године.

## Становништво
До рата је у Бргулама живјело више од 150 српских породица. Током ратних дејстава 1992–1995, село је разрушено а мештани су углавном избегли у РС и иностранство.
| Националност       | 2013. | 1991. |
| Срби               | 10    | 289   |
| Југословени        | —     | 5     |
| Бошњаци            | 3     |       |
| остали и непознато |       | 1     |
| Укупно             | 13    | 295   |

| Демографија | Демографија | Демографија |
| Година      | Становника  | Становника  |
| ----------- | ----------- | ----------- |
| 1961.       | 341         |             |
| 1971.       | 402         |             |
| 1981.       | 373         |             |
| 1991.       | 295         |             |

### Презимена
Српске породице које су живјеле у Бргулама до рата су:
- Анђић
- Бајић
- Видаковић
- Илић
- Лазаревић
- Петровић
- Станишић
- Маринковић
- Капетановић

## Спорт
- ФК Звијезда Бргуле